# 키카이더 리부트
《키카이더 리부트》(일본어: キカイダー REBOOT, 영어: Kikaider Reboot 또는 Kikaider The Ultimate Human Robot)는 일본에서 제작된 시모야마 텐 감독의 2014년 액션 영화이다. 이리에 진기 등이 주연으로 출연하였다. 이 영화는 이시노모리 쇼타로가 만든 키카이더 프랜차이즈의 리부트이다.

## 출연

### 주연
- 이리에 진기
- 사츠카와 아이미

### 조연
- 이케다 유토
- 타카하시 메리준
- 츠루미 신고
- 나가시마 카즈시게
- 혼다 히로타로
- 하라다 류지
- 나카무라 이쿠지
- 이시바시 렌지

## 개봉
이 영화는 2014년 5월 24일, 일본에서 개봉되었다.